# Tienta
Una tienta è una prova di coraggio e di resistenza al dolore che i bovini da combattimento spagnoli subiscono all'età di due anni, per essere selezionati come riproduttori o combattenti. Ad essa partecipano sempre un picador professionista e un torero; essa si svolge inoltre sempre alla presenza del titolare della ganadería, che annota rigorosamente su un taccuino le reazioni di ogni capo di bestiame ai vari stimoli durante la prova.
Nel corso di una tienta si intende misurare la positività della risposta di ogni singolo capo di bestiame a ciascuno dei diversi stimoli della corrida; tuttavia, essa non segue regole precise, poiché ogni ganadero (allevatore) persegue l'ottenimento di caratteristiche proprie, il che fa sì che i tori di ogni singola ganaderìa possiedano peculiarità distinte sia per quel che riguarda l'aspetto sia per il comportamento.
Dal momento che negli allevamenti di tori da combattimento i bovini vivono allo stato brado, un'operazione preventiva a ogni tienta consiste nel separare dal resto della mandria i capi che si intende tentare, operazione nella quale è indispensabile l'aiuto dei cavalli andalusi e dei cani. Fondamentale è anche l'intervento dei cabestros, che hanno invece il compito di condurre gli animali al luogo dove si terrà la prova, che può consistere in una plaza de tientas, che altro non è che un'arena privata di dimensioni regolamentari posta all'interno dell'allevamento, oppure semplicemente in una zona pianeggiante del pascolo scelta in precedenza, nel qual caso si parla di Tienta a campo abierto.

## Latienta en la plaza
Si tratta del metodo più diffuso, adottato nella maggior parte degli allevamenti. Le giovenche di 2 anni vengono trasferite con l'aiuto dei cabestros all'interno di un chiquero, un piccolo recinto con le pareti in muratura circondato da passerelle rialzate, dalle quali il personale dell'allevamento, con l'aiuto di lunghi bastoni, le guida una dopo l'altra all'interno dell'arena privata, nella quale un torero e un picador le aspettano. Benché la tienta, a differenza delle vere corride, si svolga quasi sempre a porte chiuse e quindi in assenza di pubblico, vi sono casi in cui è possibile assistere a queste prove. Spesso, insieme ai toreri esperti, partecipano giovani apprendisti che esercitano sulle vacche giovani i pases (figure) nei quali si esibiranno poi nelle arene con i bovini adulti, una volta completato l'apprendistato.
La maggior parte delle vacche esce nell'arena in maniera abbastanza disordinata e distratta; si tratta di animali molto giovani nei quali l'istinto di difesa non è del tutto sviluppato. Tuttavia, già il modo in cui si avvicinano ai burladeros laterali e la posizione più o meno bassa - e quindi più o meno disposta al combattimento - della loro testa possono dare qualche informazione circa il loro carattere. Subito dopo si presenta il torero con il capote, il mantello giallo e rosa, in modo da fissare sull'oggetto la sua attenzione. La rapidità e l'attenzione con cui la vacca si concentra sul capote, scartando stimoli esterni, è fondamentale, in quanto una vacca con scarsa concentrazione può risultare impossibile da mettere in posizione per il passo successivo, l'incontro col picador.
Quest'ultimo, per colpire la vacca, utilizza una vara de picar particolare, dotata di una punta di soli 3 cm contro i 9 cm di quella usata nelle corride. Durante il primo puyazo (colpo di vara) si valutano numerose caratteristiche: la prontezza con cui la vacca si avvicina al cavallo, la posizione della testa nella carica, l'eventuale tendenza ad assestare derrotes (cornate improvvise dirette lateralmente) e via dicendo. Per il secondo puyazo, la si colloca ad una distanza maggiore da cavallo e cavaliere. Il secondo puyazo è più importante del primo, in quanto la prima volta che attacca, la vacca non sa che verrà colpita. Il fatto che torni ad attaccare dopo aver assaggiato la vara de picar, è sintomo che si tratta di un animale in cui l'istinto di difesa è sviluppato al massimo, poiché, anche in presenza di uno stimolo doloroso, preferisce l'attacco alla fuga.
Dopo la fase delle varas interviene il torero con la muleta, il noto drappo di flanella rossa, mantenuto teso da una gruccia di legno. Non è detto che il comportamento con il picador sia indicativo di come la vacca si comporterà nella muleta: vi sono vacche che un esito apparentemente insoddisfacente nel cavallo, reagiscono tuttavia molto bene ai muletazos. Si fa molta attenzione a eventuali differenze della vacca nella carica verso destra o verso sinistra, per valutare se possieda una direzione preferita nell'attacco.
Un altro aspetto importante è il "tipo zootecnico" dell'animale, in sostanza il suo aspetto estetico, specie se l'allevamento in questione ha sviluppato un carattere estetico particolare per i suoi animali. In questi casi, spesso gli animali che presentano le migliori caratteristiche morfologiche sono anche quelli che dimostrano il miglior comportamento.